# Mar (Esposende)
Mar ist ein Ort und eine ehemalige Freguesia im Concelho Esposende in der Região Norte im Norden Portugals mit 1181 (Stand 30. Juni 2011) Einwohnern verteilt auf 2,4 km². 
Mar ist bekannt durch seinen Menhir von São Bartolomeu do Mar neben der Pfarrkirche. Eine bekannte Persönlichkeit aus dem Ort war António Rodrigues Sampaio, ein Politiker und Journalist aus dem 19. Jahrhundert. 
Jährlich am 24. August gibt es ein Fest zu Ehren des Heiligen São Bartolomeu. Dabei werden die kleinen Kinder ins Meer getaucht, was sie vor Halsbeschwerden und Stottern bewahren soll. 
Am 29. September 2013 wurden die Gemeinden Mar und Belinho zur neuen Gemeinde União das Freguesias de Belinho e Mar zusammengeschlossen.